# Đồng Khê
Đồng Khê là một xã thuộc huyện Văn Chấn, tỉnh Yên Bái, Việt Nam.
Xã Đồng Khê có diện tích 22,85 km², dân số năm 2019 là 5.246 người, mật độ dân số đạt 230 người/km².